# Christopher Rich (impresario)
Christopher Rich (1657 – Londra, 4 novembre 1714) è stato un avvocato e impresario teatrale inglese attivo a Londra tra la fine del XVII e l'inizio del XVIII secolo.

## Biografia
Iniziò a svolgere la professione di avvocato, ma il 24 marzo 1688 rilevò da Alexander D'Avenant e da Charles Killigrew, una quota nella gestione del Theatre Royal Drury Lane. D'Avenant si ritirò, mentre Killigrew permise a Rich di diventare suo socio. Alla gestione del teatro Drury Lane venne aggiunta quella del teatro nel Dorset Garden. Fin dall'inizio Rich fu coinvolto in continue cause legali e difficoltà con gli attori, i proprietari e il lord ciambellano, ma la sua formazione legale gli permise di spuntarla. 
Christopher Rich gestì il monopolio della United Company dal 1693, con metodi così autocratici che i primi attori, tra cui Thomas Betterton, Elizabeth Barry e Anne Bracegirdle si ribellarono.
Le sue difficoltà furono al culmine nel 1695, quando Betterton ottenne un brevetto per un nuovo teatro al Lincoln's Inn Fields e lo aprì con successo il 30 aprile con Love for Love di William Congreve. Rich non accettò alcuna proposta di accomodamento tra le società rivali. Si era dato da fare, secondo Colley Cibber, ad armeggiare con le modifiche a Drury Lane, e aveva profetizzato il fallimento del teatro concorrente. Nel 1705 Betterton trasferì la sua compagnia nel nuovo teatro di Haymarket, che era stato progettato, da John Vanbrugh, per l'opera durante l'anno precedente. Nell'ottobre 1706 Vanbrugh affittò l'Haymarket Theatre all'agente di Rich, Owen Swiney che portò con sé un piccolo distaccamento di attori dal Drury Lane. I tre teatri londinesi (Drury Lane, Dorset Garden e Haymarket) furono così per un breve periodo tutti sotto Rich. 
Questi, tuttavia, era irritante, e uno dei principali proprietari, Sir Thomas Skipwith, lasciò la sua parte a Henry Brett. L'intrigo di Brett sembrava aver influenzato Henry Gray, primo duca di Kent, il Lord Chamberlain, a emanare, il 31 dicembre 1707, un editto che limitava l'Haymarket all'opera sotto la direzione di Swiney e ordinava agli attori di Rich di tornare al Drury Lane. Più o meno nello stesso periodo, Swiney si allontanò completamente da Rich. Le società Haymarket e Drury Lane apparvero insieme in Hamlet a Drury Lane, il 15 gennaio 1708, ma la riunione non soddisfece nessuno. Il 31 marzo 1708 Brett assegnò la sua quota nel brevetto a Robert Wilks, Richard Estcourt e Cibber, e questi attori pianificarono una secessione. 
Rich ora si occupava anche delle recite di beneficenza: gli accordi degli attori erano solo verbali e venivano ignorati dai titolari del brevetto, che rifiutavano un vantaggio a qualsiasi attore fino a quando lui o lei non avesse firmato un documento che indicava l'accettazione volontaria della condizione di pagare un terzo ai titolari del brevetto. Gli attori si rivolsero al Lord Chamberlain per ottenere un risarcimento e ai titolari del brevetto venne chiesto di soddisfare le loro richieste. Questi esitarono e il teatro fu ridotto al silenzio (6 giugno 1709), con divieto di rappresentazioni. Rich pubblicò un annuncio, sostenendo che Wilks, Betterton, Estcourt, Cibber, John Mills e Anne Oldfield avevano ricevuto quasi 2000 sterline. Rich, insieme ad altri titolari del brevetto, in una petizione alla regina, dichiarò le sue rimostranze contro il lord ciambellano, che rifiutò loro qualsiasi risarcimento. Una seconda petizione venne inviata da alcuni degli attori messi a tacere, membri del Drury Lane. Wilks, Thomas Dogget, Cibber e Mrs. Oldfield non si erano uniti alla petizione; strinsero un accordo per unirsi a Swiney a Haymarket, dove aprirono con Otello il 15 settembre 1709. 
Rich riuscì a mantenere Barton Booth e altri attori; l'ordine, tuttavia, rimase in vigore e William Collier, uno dei titolari dei brevetti, fece domanda e ottenne una licenza e alla fine riuscì a ottenere un contratto di locazione per il Drury Lane. Visto che non c'erano spettacoli, Rich non pagava l'affitto, ma cercava di mantenere il teatro nelle sue mani. Lo spogliò di tutto ciò che valeva la pena asportare, tranne lo scenario. In The Tatler, il 15 luglio, al n. 42, Richard Steele fornì un finto catalogo dei contenuti del "palazzo in Drury Lane, di Christopher Rich, Esquire, che sta smantellando tutto". C'erano cose come un arcobaleno un po' sbiadito, la camicia da notte di Roxana, il fazzoletto di Otello, le vesti imperiali di Serse, mai indossate una volta, una spada con l'elsa a cesto, molto comoda per trasportare il latte e simili. Collier ottenne, il 22 novembre 1709, il possesso del teatro. Un resoconto umoristico di questi procedimenti è fornito in The Tatler, n. 99, 26 novembre 1709, in cui si dice che Rich, raffigurato sotto il nome di Divito, "abbia ferito tutti gli avversari con così tanta abilità che gli uomini temevano persino di trovarsi in ragione contro di lui". Collier affermò di avere il consenso della maggioranza degli altri affittuari per quello che aveva fatto, e fu raggiunto da attori che una volta avevano lavorato per Rich. Alla fine Rich perse la causa sul Drury Lane.
Rich aveva già acquisito un contratto d'affitto, con il brevetto concesso da Carlo II, del teatro eretto da Sir William D'Avenant a Little Lincoln's Inn Fields. Sulla base di ciò realizzò un nuovo teatro più o meno nello stesso sito in Portugal Row, progettato da James Shepherd, che aveva anche costruito il teatro a Goodman's Fields. Prima che fosse finito, Rich morì, il 4 novembre 1714, lasciando che l'edificio fosse aperto dai suoi figli, John Rich e Christopher Mosyer Rich.